# 麥高·派路域
麥高·派路域（1984年1月11日–），生於南斯拉夫科索沃波列，塞爾維亞足球運動員，司職左中場。

## 球會生涯
佩羅維奇生於南斯拉夫科索沃波列，於2000年在當地著名球會貝爾格萊德紅星出道，至2007年獲球會外借到巴素利，但自從在26歲前往美國加盟新英倫革命後職業生涯就職業生涯就漸進低潮，即使回到紅星都僅獲兩場上陣機會。
直到2014年2月來亞洲發展加盟泰超球會猜納犀鳥，至2015年1月轉會馬來西亞超聯球會森那美，並上陣28場錄得8球進帳可是結果球會都降班收場，而他在2016年打算轉會吉蘭丹但結果並沒有簽約。
到2017年1月佩羅維奇獲邀來港超聯球會南華試腳，並於1月23日對標準灝天的聯賽，首度為南華登場即梅開二度和錄得一個助攻，結果協助南華以3–0勝出，到5月20日他於對東方龍獅的季後附加賽四強，到賽事末段由於南華門將曾文輝將東方球員撲跌，並被球證直接出示紅牌及判罰12碼，而南華在換人名額已滿下由佩羅維奇客串把關最終他未能撲出12碼，而南華都以1–6大敗。
直到球季完結後南華宣佈經重新檢視球隊近年發展後決定來屆退出港超聯，轉戰甲組聯賽培育青年球員，而佩羅維奇則轉會中超球會廣州富力出資及組建的港超聯球會R&F富力，並在2017年9月9日對香港飛馬的聯賽，取得加盟後的首個入球可是結果球會以1–3落敗，可惜他在上陣僅2場後便傷出直到2017年11月離隊，更在2018年1月出現在中超球會廣州富力冬訓集訓名單當中，結果他於2018年2月15日正式與廣州富力簽約。

## 國際賽生涯
佩羅維奇在2004至2007年獲塞爾維亞U21國家隊徵召入隊，並在2007年5月代表貝爾格萊德紅星對馬拉多特阿帕丁的比賽受傷導致斷腿，令他錯過2007年歐洲U21錦標賽，最終塞爾維亞晉身決賽僅不敵荷蘭國家隊成為亞軍。

## 榮譽
貝爾格萊德紅星
- 塞爾維亞超級聯賽冠軍（2003–04、2005–06、2006–07季度）
- 塞爾維亞盃冠軍（2003–04、2005–06、2006–07、2011–12季度）

巴素利
- 瑞士超級聯賽冠軍（2007–08季度）
- 瑞士盃冠軍（2007–08季度）

## 外部連結
- 香港足球總會網頁球員註冊資料 （页面存档备份，存于）